# Microtendipes diffinis
Microtendipes diffinis är en tvåvingeart som först beskrevs av Johann Wilhelm Meigen 1929.  Microtendipes diffinis ingår i släktet Microtendipes och familjen fjädermyggor. Inga underarter finns listade i Catalogue of Life.